# Cetara
Cetara è un comune italiano di 1 913 abitanti della provincia di Salerno in Campania.
Celebre centro di produzione della colatura di alici, dal 1997 il territorio comunale è Patrimonio dell'umanità dell'UNESCO in quanto parte della costiera amalfitana.

## Geografia fisica

### Territorio
Cetara sorge ai piedi del monte Falerio sulla costiera amalfitana su una stretta fascia pianeggiante a livello del mare.
- Classificazione sismica: zona 3 (sismicità bassa), Ordinanza PCM. 3274 del 20/03/2003.

### Clima
La stazione meteorologica più vicina è quella di Ravello. In base alla media trentennale di riferimento 1961-1990, la temperatura media del mese più freddo, gennaio, si attesta a +7,3 °C; quella del mese più caldo, agosto, è di +23,4 °C.

## Origini del nome
Cetara è sempre stato un paese di pescatori, non a caso il suo nome deriva dal latino Cetaria, tonnara, o da cetari, venditori di pesci grossi. Lo stesso vocabolo latino deriva probabilmente dal greco Ketèia, che vuol dire sempre tonnara. Recentemente, nel libro Cetara: una sponda del Mediterraneo, l'avvocato cetarese Costantino Montesanto avanza l'ipotesi, già citata nel libro di G.D. Serra Lineamenti di una storia linguistica dell'Italia Meridionale, che il toponimo in realtà derivi dal termine caeditaria, cioè "pertinenza della caedita", ossia luogo disboscato. Ancora, si potrebbe far risalire l'origine al termine citrus, ossia limone, da secoli coltura importantissima non solo nel paese ma in tutta la costiera amalfitana. Già insediamento nell'880 di un gruppo di armati musulmani, con la benedizione del vescovo di Napoli Atanasio II, che così poteva colpire i suoi nemici locali di Capua, Salerno, Spoleto o Benevento, nel 1551 Cetara fu assalita dalle armate turche che fecero strage di chi non voleva imbarcarsi al loro servizio. Dopo il tragico episodio, a seguito dell'ordine del 1567 del viceré spagnolo di costruire lungo la costiera amalfitana 19 torri di avvistamento per scongiurare il pericolo turco, anche a Cetara fu innalzata una possente torre (oggi restaurata e adibita a museo del mare), simbolo caratteristico della ridente cittadina.
Dal 1685 la vita cetarese ebbe nei francescani un essenziale punto di riferimento pedagogico, culturale e morale. La loro presenza è testimoniata dall'imponente complesso monumentale conventuale. Le bellezze naturali e artistiche, complice la posizione geografica, hanno reso Cetara patrimonio dell'UNESCO, con la costiera amalfitana.

## Storia
La strada che da Vietri continua tortuosa fino alla punta di Fuenti, attraversa il vallone dell'Albore ed è dominata per breve tratto dai paesi di Raito e Albori, continua poi fino a raggiungere l'antica conca di Cetara avvolta dal monte Falerio, in parte verdeggiante e rigoglioso di agrumi e in parte rado e selvaggio. Ultimo possedimento e confine dell'antico Ducato e diocesi amalfitana della banda orientale della costiera fu roccaforte dei Saraceni nell'842 e nell'879 al tempo dell'assedio di Salerno. Cetara è sempre stata un paese di pescatori, e infatti il suo nome deriva da Cetaria. o tonnara o da "cetari", venditori di pesci grossi, i tonni appunto.
Fin dal 1030 Cetara fu debitrice al vescovo di Amalfi, dal quale dipendeva, dello "ius piscariae," la decima della pesca. Nel 1120 il borgo passò sotto la dominazione politica di Amalfi e fu poi soggetta, con i normanni, all'abbazia benedettina di Santa Maria di Erchie e infine passò alle dipendenze dell'abbazia di Cava. L'abbazia aveva collegamenti marittimi con i monasteri benedettini e traffici di pellegrini e merci in Africa. Pietro Pappacarbone, terzo abate di Cava e nipote di Sant'Alferio, fondatore della badia cavense, ebbe in donazione da Ruggero il porto di Vietri nel 1086 da Guglielmo quelli di Fonti nel 1117 e di Cetara nel 1120. Più tardi, nel 1124, I'abate Simeone comprò il porto detto del Traverso presso Punta Licosa per 15 soldi di tari salernitani, e il cenobio acquistò altri cinque porti o cale sulle spiagge cilentane i porti davano un reddito di diritti marittimi al monastero, in virtù della tassa di ancoraggio, che era variabile a seconda dell'appartenenza della nave a gaetani, sorrentini, calabresi e siciliani, oppure genovesi, pisani o romani. Nel 1534 i turchi, forti di 22 galee e capeggiati dal tremendo rinnegato Sinan pascià, fecero schiava gran parte della popolazione "menò seco 300 abitanti in ischiavitù e tutti coloro che si mostrarono renitenti all'imbarco furono senza pietà sgozzati per mano di quei barbari", mentre gran parte dei superstiti trovò scampo a Napoli.
Ed è appunto per difendersi da simili attacchi che venne costruita la Torre vicireale.

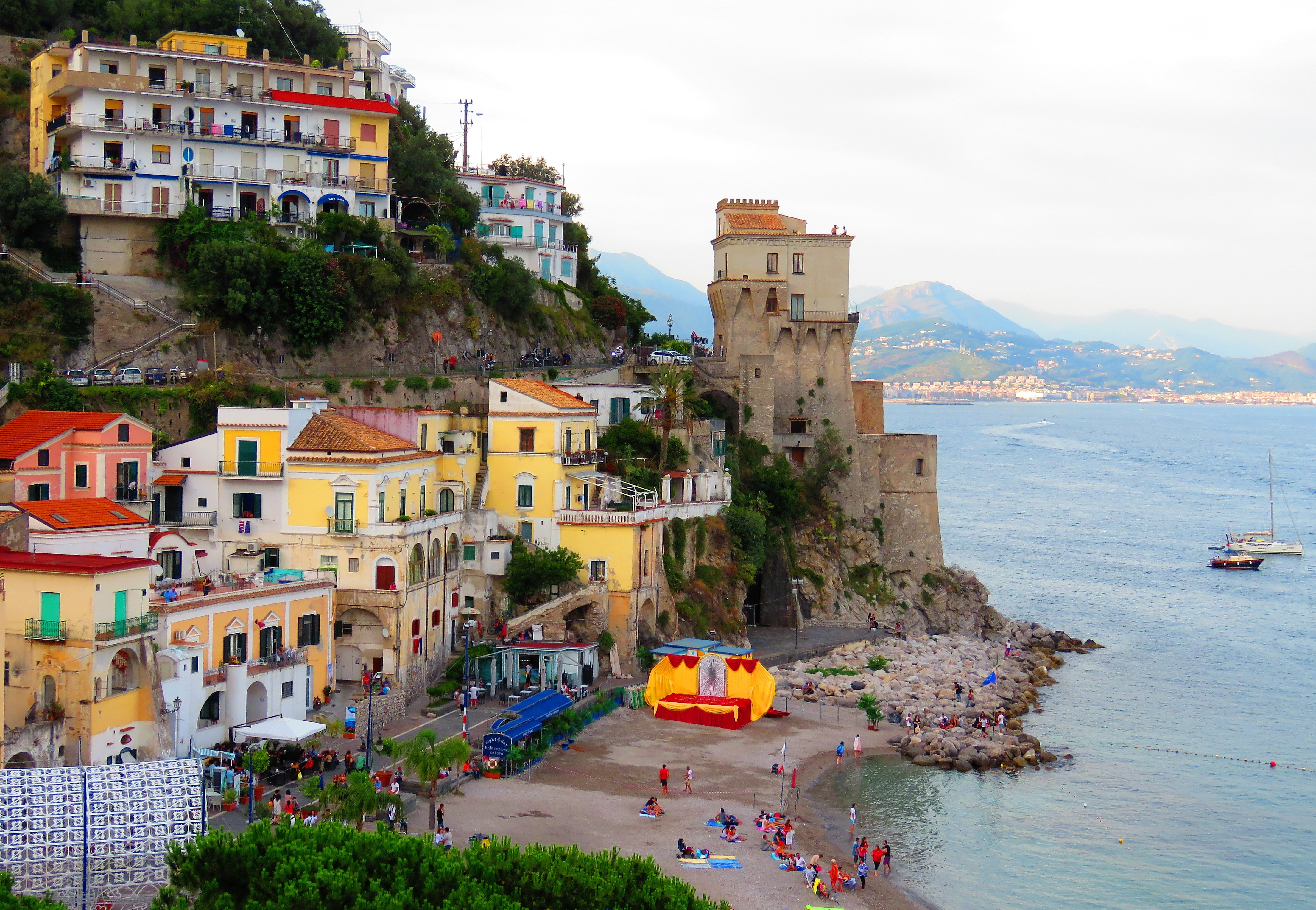
Torre di Cetara

Tradizione antica, che si è prolungata nel tempo, è quella della partenza dei pescatori per l'Algeria e il Marocco nei mesi di marzo e aprile, per dedicarsi alla pesca delle acciughe, e conservare come acciughe sotto sale, per ritornare in autunno dopo aver rifornito i mercati di Messina, Genova e Livorno.
La terra di Cetara, vedesi situata in un'angusta, ma lunga vallata, anticamente murata dalla parte del mare, e cinta dalle imminenti balze dell'elevato monte Falerzio, tutto vestito di boschi e di vigne. Ella giace esposta a oriente, con piccola marina e ruscello (Cetara, dal popolo chiamato Cannillo piccolo corso d'acqua). Negli antichi tempi molto esteso n'era il territorio cetarese; confinante all'acqua delle Fischetole; e verso Erchie comprendeva gli eccelsi monti di Carbonara, Falerzio, Sett'albori, Ferolito, Capo-d'acqua, Valle maggiore, ecc. Altra porzione del suo tenimento possedevasi dalla Cava, ma nello spirituale sottostava alla, giurisdizione del metropolitano di Amalfi.
Villaggio dipendente di Vietri (a sua volta frazione di Cava fino al 1806), fu distaccato ed elevato a Comune con real decreto del 15 novembre 1833.

### Simboli
Lo stemma e il gonfalone progettati dallo storico e araldista prof. Maurizio Ulino, sono stati approvati dal consiglio comunale il 30 novembre 2007 per essere poi concessi con decreto del presidente della Repubblica del 22 aprile 2008.
Il gonfalone è un drappo di giallo.

## Monumenti e luoghi d'interesse
- Torre di Cetara (XVI secolo);

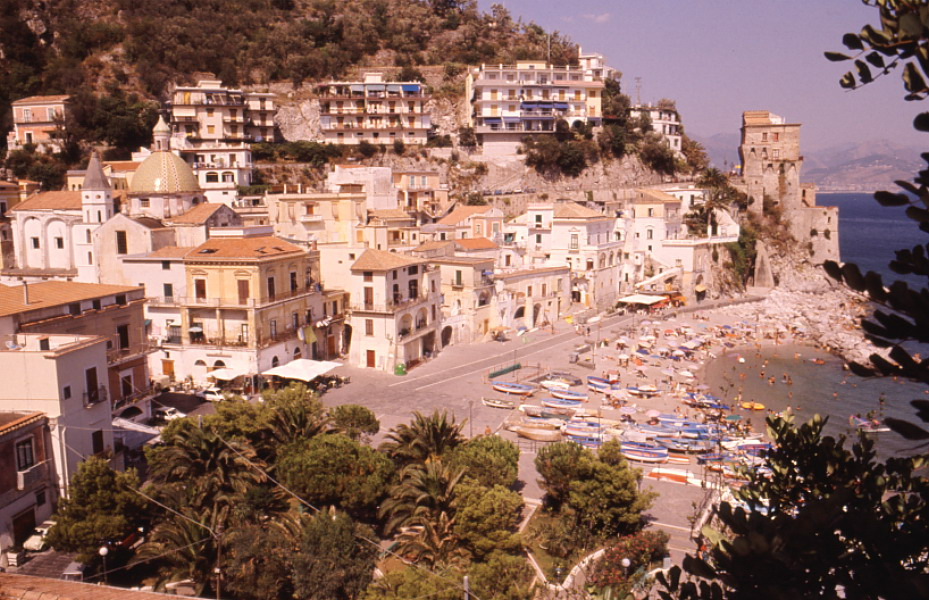
Vista di Cetara

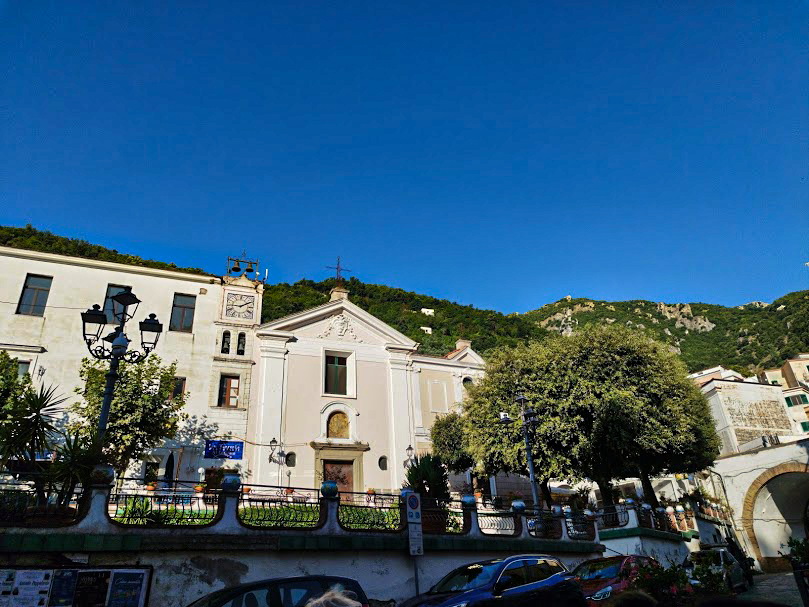
Convento di San Francesco

- Chiesa e convento di San Francesco del XVII secolo, la cui cupola dell'unica navata esistente fu affrescata dal pittore Marco Benincasa;
- Chiesa di San Pietro Apostolo, ristrutturata nel XVIII secolo, ha l'interno barocco, con la cupola maiolicata e il campanile duecentesco a bifore, e la cella campanaria a forma ottagonale.
- Chiesa di Santa Maria di Costantinopoli (XIX secolo).

## Società

### Evoluzione demografica
Abitanti censiti

### Religione
La maggioranza della popolazione è di religione cristiana di rito cattolico appartenenti all'arcidiocesi di Amalfi-Cava de' Tirreni.

## Cultura

### Cinema
Cetara è stata utilizzata come set cinematografico per i film L'uomo, la bestia e la virtù, Le castagne sono buone, Sgarro alla camorra, Menzogna, Il mare non c'è paragone, la serie TV I Diavoli e la fiction Capri 2.

### Cucina
La gastronomia tipica di Cetara è essenzialmente a base di pesce (tonno e alici in particolar modo). Tipici del paese sono gli spaghetti con la colatura di alici, che è il ricavato della fermentazione delle alici messe a marinare negli orci: l'antico "garum" dei Romani. Altro prodotto gastronomico localmente diffuso è il cosiddetto "cuòppo", cioè un cartoccio contenente pesce preparato e fritto in vari modi, soprattutto alici e pesce di paranza.

### Eventi

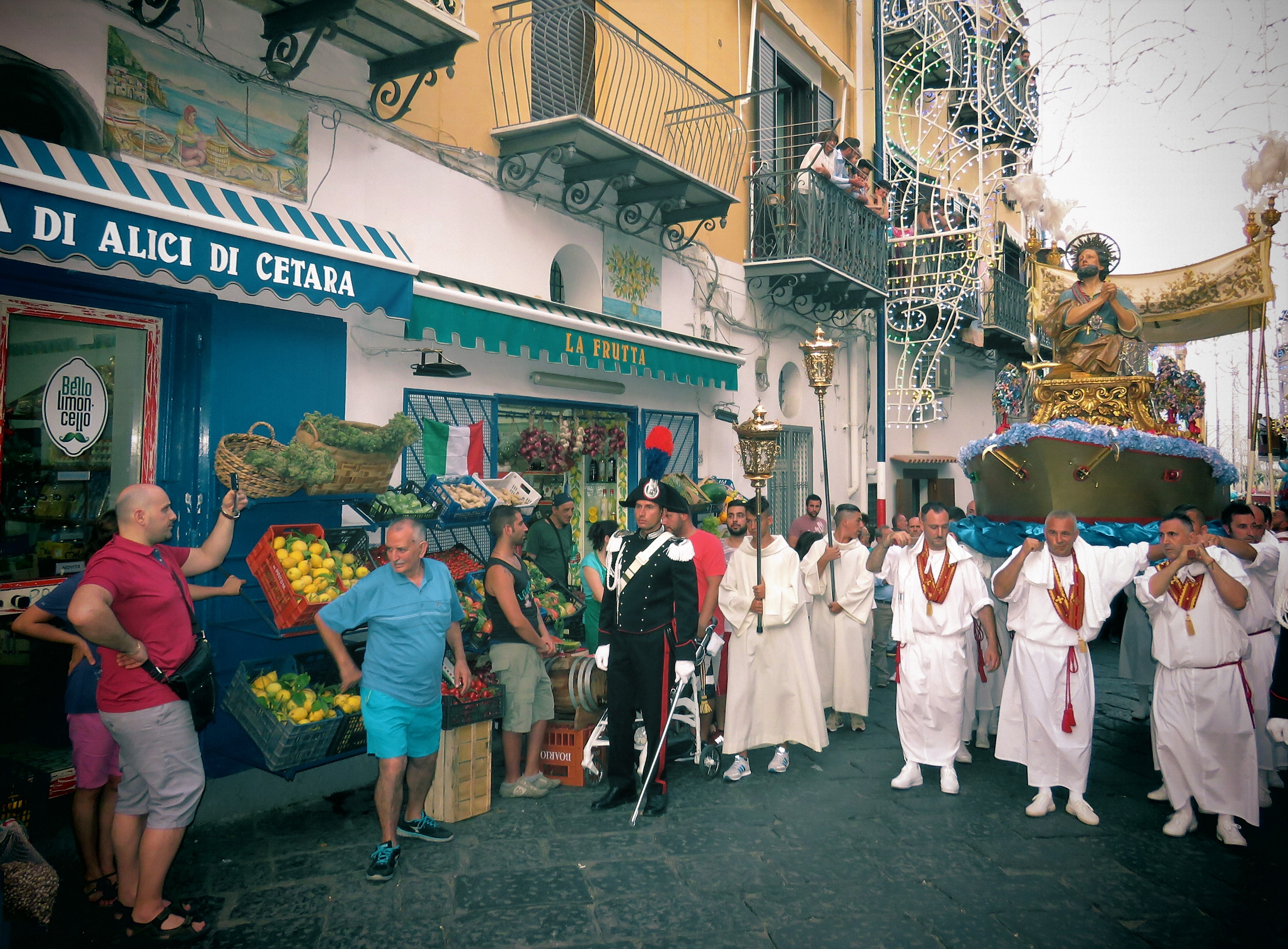
Processione di San Pietro

Il 29 giugno si svolge la festa patronale di san Pietro, corredata da fuochi pirotecnici sul mare.

### Gemellaggi
Cetara è  gemellata dal 2003 con la francese Sète e dal 2014 con la ligure Ceriale.

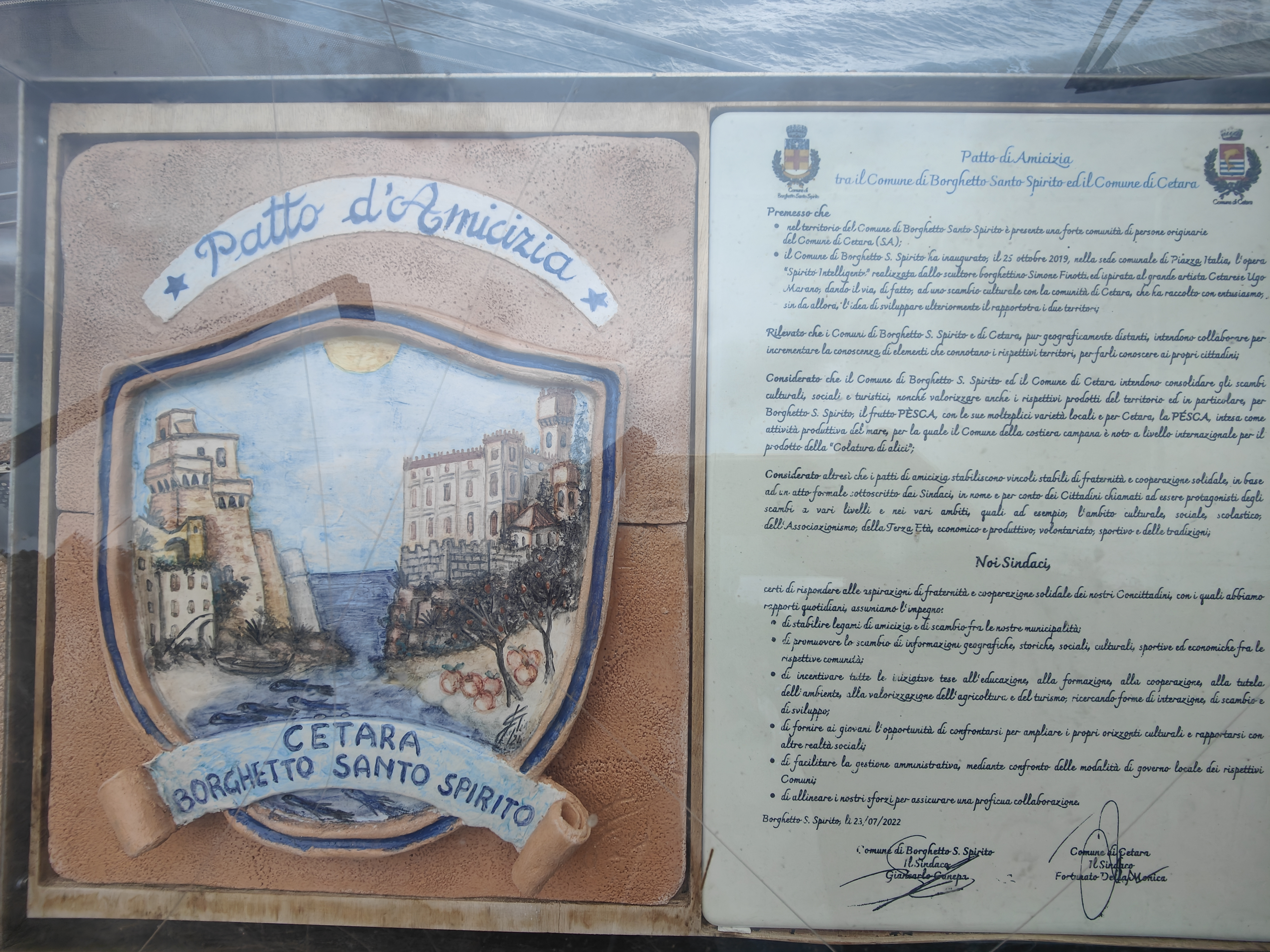
Passeggiata nel ponente ligure che collega Borghetto Santo Spirito con Ceriale: vetrina del "patto d'amicizia" (23 luglio 2022) con Cetara

Nel 2021 Cetara ha firmato un gemellaggio con la città algerina di Ghazaouet, l'ex Nemours, ai tempi del colonialismo francese.
Dopo la visita a Salerno del 3 e 4 giugno 2021 l’Ambasciatore d’Algeria in Italia, Ahmed Boutache è  giunto a Cetara il 17 luglio, per rinnovare con la sua presenza il gemellaggio anche per via del fenomeno dell’emigrazione.

## Infrastrutture e trasporti

### Strade
- Strada statale 163 Amalfitana, principale asse viario di accesso al territorio comunale.
- Strada Provinciale 304 Innesto SS 163-Fuenti verso Cetara.

### Porti
Nel comune è presente un porto turistico.

## Amministrazione
Con decreto del 15 novembre 1833, a firma del re Ferdinando II, veniva stabilito che "a contare dal dì primo gennaio 1834 il villaggio di Cetara nella provincia di Principato citeriore sarà elevato a comune con amministrazione indipendente e separata da quella del Comune di Vietri di cui finora ha fatto parte".

### Sindaci
| Periodo        | Periodo        | Primo cittadino                                | Partito                                          | Carica      | Note |
| -------------- | -------------- | ---------------------------------------------- | ------------------------------------------------ | ----------- | ---- |
| 1834           | 1835           | Pietro De Crescenzo                            |                                                  | Sindaco     |      |
| 1835           | 1840           | Giuseppe Di Crescenzo                          |                                                  | Sindaco     |      |
| 1840           | 1841           | Pietro Di Crescenzo                            |                                                  | Sindaco     |      |
| 1841           | 1846           | Pasquale Forcellino                            |                                                  | Sindaco     |      |
| 1846           | 1849           | Tommaso Autuori                                |                                                  | Sindaco     |      |
| 1849           | 1856           | Pasquale Forcellino                            |                                                  | Sindaco     |      |
| 1856           | 1861           | Gennaro Pappalardo                             |                                                  | Sindaco     |      |
| 1862           | 1869           | Andrea Forcellino                              |                                                  | Sindaco     |      |
| 1870           | 1870           | Camillo Ghezzi (delegato straordinario)        |                                                  | Sindaco     |      |
| 1871           | 1871           | Aniello Galano (assessore funz. Sindaco)       |                                                  | Sindaco     |      |
| 1871           | 1872           | Salvatore Pappalardo (assessore funz. Sindaco) |                                                  | Sindaco     |      |
| 1873           | 1884           | Gennaro Pappalardo                             |                                                  | Sindaco     |      |
| 1885           | 1896           | Luigi Gatto                                    |                                                  | Sindaco     |      |
| 1896           | 1899           | Raffaele Montesanto                            |                                                  | Sindaco     |      |
| 1900           | 1903           | Costantino Montesanto                          |                                                  | Sindaco     |      |
| 1903           | 1903           | Francesco Benincasa (assessore funz. Sindaco)  |                                                  | Sindaco     |      |
| 1903           | 1909           | Pasquale Forcellino                            |                                                  | Sindaco     |      |
| 1909           | 1910           | Domenico Pappalardo (assessore funz. Sindaco)  |                                                  | Sindaco     |      |
| 1911           | 1926           | Cav. Giovanni Montesanto                       |                                                  | Sindaco     |      |
| 1927           | 1930           | Giulio Della Corte                             | Partito Nazionale Fascista                       | Podestà     |      |
| 1930           | 1935           | Cav. Giovanni Montesanto                       | Partito Nazionale Fascista                       | Podestà     |      |
| 1936           | 1940           | Cav. Francesco Montesanto                      | Partito Nazionale Fascista                       | Podestà     |      |
| 1940           | 1940           | Cav. Serafino Di Giulio                        |                                                  | Commissario |      |
| 1940           | 1942           | Cav. Giovanni Montesanto                       |                                                  | Commissario |      |
| 1942           | 1942           | Cav. Giovanni Montesanto                       | Partito Nazionale Fascista                       | Podestà     |      |
| 1942           | 1943           | Alberto Ettore Rebeck                          | Partito Nazionale Fascista                       | Podestà     |      |
| 1944           | 1944           | Raffaele Vuolo                                 |                                                  | Commissario |      |
| 1944           | 1945           | Raffaele Vuolo                                 |                                                  | Sindaco     |      |
| 1946           | 1946           | Nunziato Malzone                               |                                                  | Commissario |      |
| 1946           | 1947           | Gennaro Ferrigno                               |                                                  | Sindaco     |      |
| 1947           | 1949           | Gennaro Pappalardo                             |                                                  | Sindaco     |      |
| 1950           | 1951           | Alfonso Galano                                 |                                                  | Sindaco     |      |
| 1951           | 1952           | Pasquale Pappalardo                            |                                                  | Sindaco     |      |
| 1952           | 1952           | Alfonso Pappalardo                             |                                                  | Sindaco     |      |
| 1952           | 1953           | Raffaele Autuori                               |                                                  | Sindaco     |      |
| 1953           | 1953           | Mario Bonifacio                                |                                                  | Sindaco     |      |
| 1953           | 1956           | Luigi De Crescenzo                             |                                                  | Sindaco     |      |
| 1956           | 1967           | Napoleone Marano                               |                                                  | Sindaco     |      |
| 1967           | 1969           | Domenico pappalardo                            |                                                  | Sindaco     |      |
| 1969           | 1975           | Alfonso Punzi                                  |                                                  | Sindaco     |      |
| 1975           | 1993           | Benito D'Emma                                  | DC                                               | Sindaco     |      |
| 6 giugno 1993  | 27 aprile 1997 | Benito D'Emma                                  | DC                                               | Sindaco     |      |
| 27 aprile 1997 | 13 maggio 2001 | Benito D'Emma                                  | centro-destra                                    | Sindaco     |      |
| 13 maggio 2001 | 28 maggio 2006 | Francesco Liguori                              | centro-destra                                    | Sindaco     |      |
| 29 maggio 2006 | 15 maggio 2011 | Secondo Squizzato                              | lista civica                                     | Sindaco     |      |
| 16 maggio 2011 | 5 giugno 2016  | Secondo Squizzato                              | lista civica Cetara nuova - Insieme per crescere | Sindaco     |      |
| 5 giugno 2016  | in carica      | Fortunato Della Monica                         | lista civica Cetara d'amare                      | Sindaco     |      |

### Gemellaggi
- Sète, dal 2003;
- Ceriale, dal 2014[12].

### Altre informazioni amministrative
Le competenze in materia di difesa del suolo sono delegate dalla Campania all'Autorità di bacino regionale Destra Sele.

## Sport
Ha sede nel comune la società Cetara Calcio, più volte rifondata, che ha disputato campionati dilettantistici regionali.